# Rolf Kalmuczak
Rolf Kalmuczak (* 17. April 1938 in Nordhausen; † 10. März 2007 in Garmisch-Partenkirchen) war einer der erfolgreichsten deutschen Schriftsteller. Er verfasste unter mehr als 100 Pseudonymen Drehbücher, diverse Jugendbücher, Illustriertenromane und Hörspiele. Bekannt wurde er vor allem unter dem Pseudonym Stefan Wolf mit der TKKG-Buchreihe.

## Leben
Kalmuczak war Redakteur bei Tageszeitungen, freier Mitarbeiter bei Stern und Quick, Lektor und einer der Autoren der Jerry-Cotton-Reihe. Die Gesamtauflage seiner TKKG-Bücher beläuft sich Presseberichten zufolge auf 14 Millionen, von den TKKG-Hörspielen wurden fast 30 Millionen Kassetten und CDs verkauft. Kalmuczak besuchte in seiner Jugend selbst das Internatsgymnasium Pädagogium Bad Sachsa, die Schauplätze der Serie sind zum Teil in Bad Sachsa und Umgebung zu finden. Zusammen mit seiner Frau Inka-Maria schrieb Kalmuczak auch das Drehbuch zum ersten TKKG-Kinofilm Drachenauge. In einem Interview bezeichnete er sie als seine „beste Lektorin“.
Kalmuczaks erster Jerry-Cotton-Roman erschien im Jahr 1962 als Band 237 unter dem Titel Der Hehler, der den Tod verkauft. Über 50 Heftromane und an die 20 Taschenbücher mit dem Serienhelden Jerry Cotton gehen, laut Verlagsangaben, auf sein Konto. Sein letzter Cotton erschien Anfang der 1980er-Jahre. Seit 1966 hat Kalmuczak unter Benutzung von mehr als 100 Pseudonymen insgesamt 160 Jugendbücher sowie 2.700 Kriminalgeschichten für Illustrierte, 36 Drehbücher, 170 Taschenbuch-Krimis, 200 Heftromane und einige Hörspiele geschrieben. Sieben Jahre lang stand er auf Grund dieser Vielschreiber-Leistung im Guinness-Buch der Rekorde.
Auf einer Idee von Kalmuczak  beruhte auch die seinerzeit recht erfolgreiche ZDF-Vorabend-Krimiserie Cliff Dexter mit Hans von Borsody in der Titelrolle, von der zwischen 1966 und 1968 insgesamt 26 Episoden ausgestrahlt wurden.
Rolf Kalmuczak starb am 10. März 2007 nach langer schwerer Krankheit im Alter von 68 Jahren. Zuletzt lebte er in Garmisch-Partenkirchen. Er war verheiratet und hatte eine Tochter.

## Pseudonyme
- Joe Adler
- Claus Alden
- Thomas Alden (Frühstück mit dem Tod)
- Ralf Berger
- Don Boston
- Frank Burger
- Fred Burger
- Ralph Burger
- Red Burger
- John Cain
- Ray Carson
- Henry Carter
- Norbert Clausen
- Pat Clifford
- Cliff Collins
- Glenn Collins
- Christian Conradi
- Cliff Corner
- Cecil Count
- Perry Dayton
- Sefton Deal
- Ralph Decker
- Harry Delson
- Cliff Dexter
- Herb Diery
- Mike Donner
- Alec B. Dorn
- I. Dorn
- Frank Douglas
- Lionel Dust
- Sebastian Eich
- Robert Falck
- Hector Falk
- Robert Falk
- Pierre Farot
- Helga Fechner
- Claus Fellner
- Jean-Pierre Ferrer
- Henri Ferrier
- Georg Fleiden
- Tobby Hammer
- Jörg Heldt
- Martin Hillenburg
- Bert Hillsen
- Norbert Hofberg
- Udo Horsten
- Pierre Jolas
- Robbie Kellog
- Robert Kellog
- Thomas Kolber
- Frank Lambert
- Tony Lambert
- Robert Loewen
- Michael Martin
- Phil Moreno
- Thomas Ness
- Tim Norden
- Henry Orlik
- Jens Orlik
- Frank Orloff
- Ted Owens
- Fred Parker
- Robert Paulsen
- Fred Plogau
- Ross Randall
- Rolf Reiher
- Simon Remple
- Peter Schadeck
- Siggi Seon
- Claus Stein
- Sebastian Stern
- Erik Stettner
- Evan Surbank
- Martin Tänzer
- Peter Trenk
- Allan Turner
- Marcello Venerdi
- Martin Vondrey
- Thomas Wank
- Tim Wells
- Martin Welz
- Stefan Welz
- Thas Welz
- Thomas Welz
- Michael Wilkow
- Stefan Wolf (TKKG, Tom und Locke, Der Magier und das Power-Trio, Der Puma und seine Freunde)
- Bert Wolfgarten

## Werk

### Bücher

#### Der Puma und seine Freunde (1994–1998)
1. Ein vergessener Mord
2. Der Henker aus dem Regenwald
3. Höllentrio
4. Der blinde Augenzeuge
5. Weiblich, 16, blond, vermisst
6. Die Nächte des Schlafwandlers
7. Deckname roter Montag
8. Das Gefängnis in der alten Villa
9. Gesucht wird Helena O.
10. Die unendliche Rache[2]

#### Der Magier und das Power Trio (1994–1997)
1. Die Nacht der Riesenratte
2. Wem die Geisterstunde schlägt
3. Der flüsternde Dämon
4. Im Nest der Horrorwespe
5. Der Geisterzug
6. Das Blut des Neandertalers
7. Das Skelett in der Mauer
8. Die Wiederkehr des Katzenjägers
9. Der schwarze Landsknecht
10. Der Hit aus dem Totenreich
11. Fluch aus der Grabkammer[3]

#### TKKG
1. Die Jagd nach den Millionendieben
2. Der blinde Hellseher
3. Das leere Grab im Moor
4. Das Paket mit dem Totenkopf
5. Das Phantom auf dem Feuerstuhl
6. Angst in der 9a
7. Rätsel um die alte Villa
8. Auf der Spur der Vogeljäger
9. Abenteuer im Ferienlager
10. Alarm im Zirkus Sarani
11. Die Falschmünzer vom Mäuseweg
12. Nachts, wenn der Feuerteufel kommt
13. Die Bettelmönche aus Atlantis
14. Der Schlangenmensch
15. Ufos in Bad Finkenstein
16. X7 antwortet nicht
17. Die Doppelgängerin
18. Hexenjagd in Lerchenbach
19. Der Schatz in der Drachenhöhle
20. Das Geheimnis der chinesischen Vase
21. Die Rache des Bombenlegers
22. In den Klauen des Tigers
23. Kampf der Spione
24. Gefährliche Diamanten
25. Die Stunde der schwarzen Maske
26. Das Geiseldrama
27. Banditen im Palasthotel
28. Verrat im Höllental
29. Hundediebe kennen keine Gnade
30. Die Mafia kommt zur Geisterstunde
31. Entführung in der Mondscheingasse
32. Die weiße Schmuggler-Jacht
33. Gefangen in der Schreckenskammer
34. Anschlag auf den Silberpfeil
35. Um Mitternacht am schwarzen Fluss
36. Unternehmen Grüne Hölle
37. Hotel in Flammen
38. Todesfracht im Jaguar
39. Bestien in der Finsternis
40. Bombe an Bord (Haie an Bord)
41. Spion auf der Flucht
42. Gangster auf der Gartenparty
43. Überfall im Hafen
44. Todesgruß vom gelben Drachen
45. Der Mörder aus dem Schauerwald
46. Jagt das rote Geister-Auto!
47. Der Teufel vom Waiga-See
48. Im Schatten des Dämons
49. Schwarze Pest aus Indien
50. Sklaven für Wutawia & Gauner mit der „Goldenen Hand“ (Jubiläumsdoppelband)
51. Achtung: Die „Monsters“ kommen!
52. Wer hat Tims Mutter entführt?
53. Stimme aus der Unterwelt
54. Herr der Schlangeninsel
55. Im Schattenreich des Dr. Mubase
56. Lösegeld am Henkersberg
57. Die Goldgräberbande
58. Der erpresste Erpresser
59. Heißer Draht nach Paradiso
60. Ein Toter braucht Hilfe
61. Weißes Gift im Nachtexpress
62. Horror-Trip im Luxusauto
63. Spuk aus dem Jenseits
64. Hilfe! Gaby in Gefahr!
65. Dynamit im Kofferraum
66. Freiheit für gequälte Tiere
67. Die Schatzsucher-Mafia schlägt zu
68. Kampf um das Zauberschwert „Drachenauge“
69. Der Böse Geist vom Waisenhaus
70. Feind aus der Vergangenheit
71. Schmuggler reisen unerkannt
72. Die Haie vom Lotus-Garten
73. Hilflos in eisiger Nacht
74. Opfer fliegen 1. Klasse
75. Angst auf der Autobahn
76. Im Wettbüro des Teufels
77. Mörderischer Stammbaum
78. Mörderspiel im Burghotel
79. Das Phantom im Schokoladen-Museum
80. Mit heißer Nadel Jagd auf Kids
81. Die Sekte Satans
82. Der Diamant im Bauch der Kobra
83. Klassenfahrt zur Hexenburg
84. Im Schloss der schlafenden Vampire
85. Im Kaufhaus ist der Teufel los (+9 Kurzkrimis)
86. Frische Spur nach 70 Jahren
87. Bei Anruf Angst
88. Ein cooler Typ aus der Hölle
89. Der Goldschatz, der vom Himmel fiel (+11 Kurzkrimis)
90. Der Mörder aus einer anderen Zeit
91. Vergebliche Suche nach Gaby
92. Die Gehilfen des Terrors
93. Im Schlauchboot durch die Unterwelt (+5 Kurzkrimis)
94. Die gefährliche Zeugin verschwindet
95. Stundenlohn für flotte Gangster
96. Der Meisterdieb und seine Feinde
97. Auf vier Pfoten zur Millionen-Beute (+4 Kurzkrimis)
98. Verschleppt ins Tal Diabolo
99. Raubzug mit dem Bumerang
100. Draculas Erben & Todesbiss der schwarzen Mamba (Jubiläumsdoppelband) + Comic: „Nachts auf Burg Drohenfels“
101. Hinterhalt am schwarzen Fels
102. Nonstop in die Raketenfalle
103. Hölle ohne Hintertür
104. Tims gefährlichster Gegner
105. Gekauftes Spiel
106. Es geschah in einer Regennacht
107. Das Geheimnis der Burgruine[4]

#### Tommy Tomix
1. Hexentanz im Geisterwald
2. Das Geheimnis der Klosterruine
3. Alarm! Piraten auf der Autobahn
4. Der Tod aus dem Koffer
5. Die Spur führt in die Galgengasse
6. Heißes Gold und kalte Gangster[5]

#### Tom und Locke
1. Hundejäger töten leise
2. Terror durch den heißen Draht
3. Giftalarm am Rosenweg
4. Die Fußball-Oma darf nicht sterben
5. Flammen um Mitternacht
6. Überfall nach Ladenschluß
7. Der Mann mit den 1000 Gesichtern
8. Aufruhr in der Unterwelt
9. Die Nacht am schwarzen Grab
10. Der Feind aus dem Dunkeln
11. Die Bande des Schreckens
12. Straßenräuber unter Palmen
13. Die Unheimlichen
14. Im Geisterschloß der Menschenhändler
15. 100 Stunden Todesangst
16. Geheimbund Totenkopf schlägt zu
17. Graf Dragos Folterkammer
18. Rätsel um den Diamantenschatz
19. Hexenkerker in der alten Mühle[6]

#### Tom und Locke Tramp-Bücher
1. Gold und Dynamit
2. Das Testament des Millionärs
3. Opa ist der Held des Tages
4. Der Koch und der Giftfisch
5. Heroin und 200PS[7]

### Heftromane

#### Abenteuer Roman
- 138 Dienerin des schwarzen Dämons
- 140 Heiße Fracht nach Singapur
- 145 Es begann im Gelben Hai
- 147 Hongkongs Nächte sind gefährlich
- 154 Reporter des Grauens
- 157 Gefangen im stählernen Netz
- 162 Ein Mann wird gejagt
- 164 Die Nacht, in der du sterben mußt
- 167 Zehn Minuten bis zum Tod
- 169 Im Teufelskreis
- 174 Der stumme Gast auf Zimmer 3
- 176 Hinterhalt im schwarzen Tunnel
- 178 Menschenjagd in langen Nächten
- 180 Heißer Schmuck im Parkhotel
- 182 Der Erpresser kommt um vier
- 184 Sie entführten seinen Sohn
- 188 Schmutzige Dollars
- 189 Er durchbrach den Teufelskreis
- 191 Terror hinter grauen Mauern
- 193 Hetzjagd ohne Gnade
- 195 Herz-As entlarvte den Verräter

#### Jerry Cotton
- 0237 Der Hehler, der den Tod verkauft
- 0261 Im Schatten des Würgers

#### Kommissar X
- 630 Zum Frühstück eine Prise Hasch
- 636 Die Rote mit der Tommygun
- 644 Bestellt und abserviert
- 654 Der Tod schreibt keine Quittung
- 659 Countdown für einen Mord
- 666 Das Girl mit den Phosphor-Augen
- 674 Gold aus der Haifischbucht
- 718 Lautlos kam der Tod zu Jenny
- 735 In Liebe, dein Killer
- 861 Die Hölle der süßen Puppen
- 862 Als Killer eine Null
- 863 Mit weiteren Leichen ist stündlich zu rechnen
- 885 Laut Drehbuch wird gestorben

#### Silber Krimi
- 0854 Als Köder auf heißen Asphalt
- 0861 Fahr zur Hölle, Cain
- 0873 Ich zähmte die Ratten von Hawaii
- 0879 Ein Star stirbt im Haifischbecken
- 0885 Teufel in Blond / Robbie Kellog
- 0889 „Du stirbst, Schnüffler!“
- 0893 Ein Weib wie Champagner
- 0909 Am Abend stirbt der Kugelkopf
- 0925 Der Blut-Diamant
- 0957 Gespielin des Teufels
- 0965 Eine Mieze jault immer
- 0975 Zu schön, um zu sterben
- 0978 Ich als Ganoven-Köder
- 0982 Morgans blutiger Weg
- 0984 Nur Tote schweigen
- 0986 Ihr teuflischer Plan
- 0990 Erster Klasse zum Schafott
- 0993 Killer zur Untermiete
- 0996 Rache an einer Toten
- 0998 Im Vorzimmer zur Hölle
- 1001 Nr. 1 wird abgeschossen
- 1004 Ein Callgirl wurde abserviert
- 1006 Treibjagd in der Unterwelt
- 1009 Ein Girl auf Ganovenjagd
- 1011 Dollar-Hyänen
- 1015 Keinen Cent für meine Witwe

#### Spionage
- 16 Der Scheich und das Milliardending
- 23 Die Bestie von Bangkok
- 38 Mordsaison bei CIA

#### Vampir Horror Roman
- 098 Horrortrip ins Tal der Toten
- 122 Dr. Satans grausiges Experiment[8]

### Hörspiele

#### TKKG
| Folge | Titel                               |
| 093   | Die Opfer mit der kühlen Schnauze   |
| 094   | In dunkler Nacht am Marmorgrab      |
| 095   | U-Bahn des Schreckens               |
| 096   | Die Entführung des Popstars         |
| 097   | Die Hand an den Sternen             |
| 100   | Fieser Trick mit Nr. 100            |
| 105   | Vermißte Kids und Killerpflanzen    |
| 106   | Mädchenraub im Ferienhaus           |
| 107   | Lösegeld für einen Irrtum           |
| 108   | Das Konzert bei den Ratten          |
| 123   | Mordkomplott im Luxus-Klo           |
| 126   | Teddy Talers Höllenfahrt            |
| 129   | Der Erpresser fährt bis Endstation  |
| 132   | Homejacker machen Überstunden       |
| 134   | Wer stoppt die Weihnachts-Gangster? |
| 136   | Argentinische Entführung            |
| 139   | Oskar jagt die Drogendealer         |
| 142   | Bankräuber mit Supertrick           |
| 143   | Das unheimliche Haus                |
| 144   | Schreckensnacht im Schlangenmaul    |
| 148   | Fieser Trick beim Finale            |
| 150   | Heiße Nächte im Dezember            |
| 152   | Max und Anna, ein diebisches Paar   |
| 155   | Gefangen im Spukhaus                |

Die Hörspielskripte zu diesen Geschichten stammen von Stefan Wolf, basieren aber nicht auf Buchvorlagen.